# Discografia dei Royal Blood
La discografia dei Royal Blood, gruppo musicale hard rock britannico attivo dal 2011, è composta da quattro album in studio, tre EP e oltre dieci singoli.

## Album in studio
| Anno | Titolo | Classifiche | Classifiche | Classifiche | Classifiche | Classifiche | Classifiche | Classifiche | Classifiche | Classifiche | Classifiche | Classifiche | Certificazioni                          |
| Anno | Titolo | UK          | AUS         | CAN         | FIN         | GER         | IRL         | ITA         | NLD         | NZL         | SWI         | USA         | Certificazioni                          |
| ---- | --- | ----------- | ----------- | ----------- | ----------- | ----------- | ----------- | ----------- | ----------- | ----------- | ----------- | ----------- | --------------------------------------- |
| 2014 | Royal Blood - Pubblicato: 25 agosto 2014 - Etichetta: Black Mammoth, Warner Bros. - Formato: CD, LP, download digitale, streaming                 | 1           | 3           | 16          | 14          | 40          | 1           | 83          | 13          | 6           | 6           | 17          | - AUS: Oro - CAN: Oro - UK: Platino (2) |
| 2017 | How Did We Get So Dark? - Pubblicato: 16 giugno 2017 - Etichetta: Black Mammoth, Warner Bros. - Formato: CD, MC, LP, download digitale, streaming | 1           | 4           | 8           | 28          | 17          | 4           | 29          | 8           | 6           | 4           | 25          | - UK: Oro                               |
| 2021 | Typhoons - Pubblicato: 30 aprile 2021 - Etichetta: Black Mammoth, Warner - Formato: CD, MC, LP, download digitale, streaming                      | 1           | 5           | 35          | 29          | 20          | 1           | 44          | 5           | 6           | 9           | 48          | - UK: Oro                               |
| 2023 | Back to the Water Below - Pubblicato: 1º settembre 2023 - Etichetta: Warner, Black Mammoth - Formato: CD, MC, LP, download digitale, streaming    | 1           | 32          | —           | —           | 38          | 51          | —           | 19          | 17          | 9           | —           |                                         |

## Extended play
| Anno | Titolo |
| ---- | --- |
| 2014 | Out of the Black - Pubblicato: 11 marzo 2014 - Etichetta: Warner Bros. - Formato: CD, 12", download digitale, streaming  |
| 2014 | Spotify Sessions - Pubblicato: 2 luglio 2014 - Etichetta: Imperial Galactic Limited, Black Mammoth - Formato: streaming  |
| 2017 | Spotify Singles - Pubblicato: 8 novembre 2017 - Etichetta: Imperial Galactic Limited, Black Mammoth - Formato: streaming |

## Singoli

### Come artisti principali
| Anno                                                                          | Titolo                     | Classifiche | Classifiche | Classifiche | Classifiche | Classifiche | Classifiche | Classifiche | Certificazioni               | Album di provenienza    |
| Anno                                                                          | Titolo                     | UK          | UK Rock     | BEL (Fl.)   | CAN         | USA Alt.    | USA Main.   | USA Rock    | Certificazioni               | Album di provenienza    |
| ----------------------------------------------------------------------------- | -------------------------- | ----------- | ----------- | ----------- | ----------- | ----------- | ----------- | ----------- | ---------------------------- | ----------------------- |
| 2013                                                                          | Out of the Black           | 78          | 1           | —           | —           | 31          | 2           | 47          | - CAN: Oro - UK: Oro         | Out of the Black        |
| 2014                                                                          | Little Monster             | 74          | 1           | 53          | —           | 18          | 1           | 33          | - CAN: Oro - UK: Oro         | Out of the Black        |
| 2014                                                                          | Come on Over               | 68          | —           | —           | —           | —           | —           | —           | - UK: Argento                | Out of the Black        |
| 2014                                                                          | Figure It Out              | 43          | —           | 46          | 95          | 10          | 3           | 18          | - CAN: Platino - UK: Platino | Royal Blood             |
| 2014                                                                          | Ten Tonne Skeleton         | 186         | —           | 56          | —           | —           | —           | —           | - UK: Argento                | Royal Blood             |
| 2017                                                                          | Lights Out                 | 96          | 1           | 56          | —           | 20          | 1           | 28          | - CAN: Oro - UK: Argento     | How Did We Get So Dark? |
| 2017                                                                          | I Only Lie When I Love You | —           | 2           | 58          | —           | 16          | 1           | 19          |                              | How Did We Get So Dark? |
| 2017                                                                          | How Did We Get So Dark?    | —           | 4           | 58          | —           | —           | —           | —           |                              | How Did We Get So Dark? |
| 2018                                                                          | Hole in Your Heart         | —           | 12          | —           | —           | —           | 10          | —           |                              | How Did We Get So Dark? |
| 2020                                                                          | Trouble's Coming           | 46          | —           | 64          | —           | 8           | 1           | 28          | - CAN: Oro - UK: Argento     | Typhoons                |
| 2021                                                                          | Typhoons                   | 63          | 2           | 68          | —           | 20          | 9           | —           |                              | Typhoons                |
| 2021                                                                          | Limbo                      | —           | —           | —           | —           | —           | —           | —           |                              | Typhoons                |
| 2022                                                                          | Honeybrains                | —           | 17          | —           | —           | —           | —           | —           |                              | /                       |
| 2023                                                                          | Mountains at Midnight      | —           | 24          | —           | —           | —           | —           | —           |                              | Back to the Water Below |
| 2023                                                                          | Pull Me Through            | —           | —           | —           | —           | 15          | 26          | —           |                              | Back to the Water Below |
| "—" indica una pubblicazione non classificata o non pubblicata in quel Paese. |                            |             |             |             |             |             |             |             |                              |                         |

### Come artisti ospiti
| Anno | Titolo                                                                 | Classifiche | Album di provenienza |
| Anno | Titolo                                                                 | BEL (Fl.)   | Album di provenienza |
| ---- | ---------------------------------------------------------------------- | ----------- | -------------------- |
| 2020 | The Ground Below (Royal Jewels Mix) (Run the Jewels feat. Royal Blood) | 71          | /                    |

## Altri brani entrati in classifica
| Anno                                                                          | Titolo              | Classifiche | Classifiche | Album di provenienza    |
| Anno                                                                          | Titolo              | UK          | UK Rock     | Album di provenienza    |
| ----------------------------------------------------------------------------- | ------------------- | ----------- | ----------- | ----------------------- |
| 2017                                                                          | She's Creeping      | —           | 9           | How Did We Get So Dark? |
| 2017                                                                          | We Are You Now?     | —           | 10          | How Did We Get So Dark? |
| 2017                                                                          | Don't Tell          | —           | 13          | How Did We Get So Dark? |
| 2017                                                                          | Hook, Line & Sinker | —           | 1           | How Did We Get So Dark? |
| 2017                                                                          | Sleep               | —           | 14          | How Did We Get So Dark? |
| 2021                                                                          | Oblivion            | 72          | 4           | Typhoons                |
| 2021                                                                          | Who Needs Friends   | —           | 12          | Typhoons                |
| 2021                                                                          | Either You Want It  | —           | 18          | Typhoons                |
| 2021                                                                          | Million and One     | —           | 13          | Typhoons                |
| 2021                                                                          | Boilermaker         | —           | 10          | Typhoons                |
| 2021                                                                          | Mad Visions         | —           | 17          | Typhoons                |
| 2021                                                                          | Hold On             | —           | 20          | Typhoons                |
| 2021                                                                          | All We Have Is Now  | —           | 34          | Typhoons                |
| 2023                                                                          | Shiner in the Dark  | —           | 30          | Back to the Water Below |
| "—" indica una pubblicazione non classificata o non pubblicata in quel Paese. |                     |             |             |                         |

## Videografia

### Video musicali
| Anno | Titolo                              | Regista/i                     |
| ---- | ----------------------------------- | ----------------------------- |
| 2013 | Out of the Black                    | Stephen Agnew                 |
| 2014 | Little Monster                      | Libby Burke Wilde             |
| 2014 | Come on Over                        | AB/CD/CD                      |
| 2014 | Figure It Out                       | Ninian Doff                   |
| 2014 | Ten Tonne Skeleton                  | Never Ending Fun              |
| 2015 | Out of the Black (seconda versione) | David Wilson, Christy Karacas |
| 2017 | Lights Out                          | The Sacred Egg                |
| 2017 | Hook, Line & Sinker                 | Ben Lowe                      |
| 2017 | I Only Lie When I Love You          | Pascal Teixeira               |
| 2017 | I Only Lie When I Love You (Live)   | Samsung UK                    |
| 2017 | How Did We Get So Dark?             | The Sacred Egg                |
| 2018 | Look Like You Know                  | —                             |
| 2020 | Trouble's Coming                    | Dir. LX                       |
| 2021 | Typhoons                            | Quentin Deronzier             |
| 2021 | Limbo                               | Joao Retorta                  |
| 2021 | Boilermaker                         | Liam Lynch                    |
| 2021 | Oblivion                            | Liam Lynch                    |
| 2021 | Hold On                             | Colin Hanks                   |
| 2021 | All We Have Is Now                  | Liam Lynch                    |
| 2022 | Honeybrains                         | Joel Barney                   |
| 2023 | Mountains at Midnight               | Milo Blake                    |
| 2023 | Pull Me Through                     | Polocho                       |
| 2023 | Shiner in the Dark                  | Polocho                       |